# 建ぺい率
建ぺい率（建蔽率、けんぺいりつ）とは、敷地面積に対する建築面積（建坪）の割合のこと。防火上と住環境配慮目的がある。　

## 概要
都市計画で用途地域毎に30% - 80%の範囲で制限が定められている。建築基準法上、原則として指定建ぺい率を上回る建築面積の建物を建ててはならないことになっている。例えば、100坪の土地で建ぺい率が60%の地域の場合、最大60坪（100坪×60%）の建築面積の建物を建てることができる。
ただし、次のような場合はこの限りではない。
- 第1種住居地域、第2種住居地域、準住居地域、近隣商業地域、準工業地域、商業地域などの建ぺい率の上限が80%とされている地域で、防火地域内に耐火建築物を建てる場合には、建ぺい率の制限がない。また、巡査派出所、公衆便所、公共用歩廊、公園、広場その他これらに類する建築物なども制限がかからない。
- 敷地が特定行政庁が指定する角地にあたる場合、防火地域内の耐火建築物の場合には、建ぺい率が10%の割増（両方に該当する場合、20%の割増）に緩和される。

規定された率の違う複数の地域にまたがって建物を建築する場合は、平均による。また、防火地域と防火地域以外の地域にまたがった建物を建築する場合、防火地域以外の敷地は防火地域内とみなされる。
都市部などの住宅密集地区では、既存法令違反となる建ぺい率100%の古民家が未だに多く、高齢者勝ち逃げの典型的な状態となっており、若年層からは不満の声が上がっている。法執行(law enforcement)がいい加減な日本社会を代表する一事例である。